# Scalmicauda pandarus
Scalmicauda pandarus är en fjärilsart som beskrevs av Sergius G. Kiriakoff 1968. Scalmicauda pandarus ingår i släktet Scalmicauda och familjen tandspinnare. Inga underarter finns listade.